# وایلهایم (بادن-وورتمبرگ)
وایلهایم (به آلمانی: Weilheim) یک شهر در آلمان است که در والدسهوت واقع شده‌است. وایلهایم ۳٬۱۴۱ نفر جمعیت دارد.